# Auslandseinsätze und -stützpunkte der British Army

## Übersicht
In der Tabelle sind die Zahlen der im Ausland stationierten Soldaten aufgelistet (Stand: Februar 2021):
| Länder         | Soldaten | Mission                           | Standort |
| -------------- | -------- | --------------------------------- | -------- |
| Afghanistan    | 750      | Resolute Support                  |          |
| Brunei         | 1.000    |                                   |          |
| Estland        | 850      | NATO                              |          |
| Falklandinseln | 1.200    |                                   |          |
| Deutschland    | 750      | NATO                              |          |
| Gibraltar      | 570      |                                   |          |
| Kanada         | 400      | BATUS                             |          |
| Kenia          | 350      | BATUK                             |          |
| Mali           | 400      | EUTM, MINUSMA, Operation Barkhane |          |
| Naher Osten    | 1.400    | Anti-IS-Koalition                 |          |
| Polen          | 150      | NATO                              |          |
| Zypern         | 2.450    | UNFICYP                           |          |
| >12 Länder     | 9.720    | 8 Missionen                       |          |

## Afghanistan
Im Rahmen der großen  Operation Enduring Freedom und ISAF waren insgesamt 9.500 britische Soldaten in Afghanistan stationiert. Im Februar 2021 waren noch 750 britische Soldaten im Land.

## Belize
Nach dem Abzug der britischen Truppen aus der ehemaligen Kronkolonie Belize im Jahr 1994 blieb dort eine Pioniereinheit sowie eine Hubschrauberstaffel. Sechsmal jährlich finden dort weiterhin größere Manöver der britischen Armee statt (Angabe ohne Jahr). Zudem trainiert der Special Air Service regelmäßig im Dschungel von Belize (Angabe ohne Jahr).

## Bosnien
In Bosnien sind 1.000 Soldaten als Teil der EUFOR-Friedenstruppe stationiert (Januar 2009). Vom Beginn des Einsatzes 1996 bis zum Jahr 2000 führte Großbritannien die multinationale Truppe im Alleingang.

## Brunei
Brunei ist der letzte große Truppenstützpunkt Großbritanniens in Süd-Ost-Asien (Stand 2009). Dort befindet sich das Dschungel-Trainingszentrum der Armee (Training Team Brunei). Zudem ist dort eines der Gurkha-Bataillone, einer Spezialeinheit aus nepalesischen Söldnern, und die Brunei Police Unit, eine Einheit der Royal Military Police stationiert. Unterstützt werden beide Einheiten von einer Hubschrauberstaffel. Die Soldaten unterstützen die Ordnungskräfte der ehemaligen britischen Kolonie, da diese keine eigenen Streitkräfte besitzt. Das Trainingszentrum spielt eine große Rolle in der Ausbildung der britischen Spezialeinheiten und wird für regelmäßige Manöver genutzt. Insgesamt umfasst die Truppenstärke etwa 900 Mann.

## Deutschland
Deutschland war der größte Standort der britischen Armee außerhalb Großbritanniens, die hier stationierten Einheiten wurden als British Forces Germany (BFG) zusammengefasst. Trotz einer deutlichen Reduzierung seit dem Ende des Kalten Krieges waren noch immer etwa 19.100 britische Soldaten in Deutschland stationiert. Bis 2014 Zahl auf etwa 18.500 Soldaten reduziert sowie bis 2020 alle Einheiten Deutschland verlassen. Sie konzentrieren sich auf die Standorte Bergen-Hohne, Fallingbostel, Gütersloh, Mönchengladbach-Rheindahlen, Münster, Celle, Hameln und Paderborn. Insgesamt verfügen die in Deutschland stationierten Einheiten über rund 700 schwere Panzer und Artilleriegeschütze. Zu den Einheiten gehörte die 1st (UK) Armoured Division, die schlagkräftigste Einheit der British Army, die unter anderem im Irak-Krieg im Einsatz war. Bis 2015 war Herford das Hauptquartier der britischen Streitkräfte in Deutschland. Die 1. Britische Panzerdivision wurde am 1. Juni 2015 von Herford nach York abkommandiert. Ihr folgte in der zweiten Jahreshälfte 2015 das 1th (UK) Signal Regiment, das nun in Stafford stationiert ist. Am 2. Dezember 2015 wurde der letzte in Herford stationierte britische Soldat verabschiedet.
Auf dem Flughafen Gütersloh war nach Abzug der Royal Air Force aus Deutschland mit dem 1st Regiment Army Air Corps die einzig größere fliegende Einheit auf dem europäischen Kontinent dauerhaft stationiert.
Zudem stellt die britische Armee einen Großteil der Allied Rapid Reaction Force der NATO. Dies hatte sein Hauptquartier auf der britischen Basis Rheindahlen, es befindet sich seit 2010 in Innsworth in der Grafschaft Gloucestershire in England.
In Herford hat auch die Deutschlandzentrale des britischen Soldatensenders BFBS ihren Sitz.
Osnabrück war früher die größte Basis der Britischen Armee im Ausland überhaupt. Zeitweise waren dort 10.000 Soldaten stationiert. 2009 zogen die Briten aus Osnabrück ab.
Nach dem Abzug im Jahr 2019 verblieben noch etwa 750 britische Soldaten in Deutschland, darunter insbesondere Verbindungsoffiziere, Spezialisten auf den NATO-Übungsplätzen, in einem Depot in Mönchengladbach und Flusspioniere in Minden sowie im Raum Sennelager stationiert bleiben und der Truppenübungsplatz Senne weiter genutzt wird.

## Falklandinseln
Nach dem Falklandkrieg 1982 verstärkte Großbritannien seine Truppen in seinem Überseegebiet. Die Soldaten leisteten Hilfe beim Wiederaufbau sowie bei der Räumung von Munition und Minen, die der Krieg hinterlassen hatte. Seit der Wiederherstellung der diplomatischen Beziehungen mit Argentinien wurde die Truppenstärke auf etwa 500 Soldaten reduziert. Dennoch sind zusätzlich auch weiterhin Kampfjets der Royal Air Force sowie Kriegsschiffe der Royal Navy auf den Inseln stationiert. 2021 waren rund 1.200 Soldaten stationiert.

## Irak
Nach dem 2. Golfkrieg 1991 stationierte Großbritannien gemeinsam mit den USA Soldaten in den Nachbarländern des Irak, um die Lage zu überwachen. Nach dem Scheitern aller Verhandlungen und der Uneinigkeit des Sicherheitsrates der UNO griff Großbritannien im März 2003 an der Seite der USA den Irak an (siehe Irak-Krieg). Während des Krieges kamen zeitweise bis zu 45.000 Soldaten der British Army zum Einsatz. Nach dem Sieg wurde der Irak in drei Besatzungszonen unterteilt, von denen die südliche rund um Basra von den Briten verwaltet wird. Im Jahr 2004 war zusätzlich die Black Watch (Royal Highland Regiment) zwischenzeitlich mit 850 Soldaten in den Nordirak entsandt worden, um fehlende amerikanische Kapazitäten zu ersetzen. Aufgrund der relativ ruhigen Situation in diesem Bereich des Landes reduzierte Großbritannien seine Besatzungstruppen im Laufe der Zeit.
Am 30. April 2009 wurden im Zuge des Abzugs der britischen Armee die Aufgaben im Südirak an die amerikanischen Verbündeten übergeben und der sechs Jahre dauernde Kampfeinsatz offiziell für beendet erklärt. Seit Beginn des Konflikts im Frühjahr 2003 starben nach offiziellen Angaben 179 britische Soldaten im Irak (Stand: 30. April 2009).  Dennoch sind weiterhin etwa 400 britische Soldaten im Irak stationiert, um die irakischen Sicherheitskräfte auszubilden.

## Kanada
In der Provinz Alberta befindet sich mit BATUS (British Army Training Unit Suffield) eines der größten Übungsgelände der britischen Armee. Von Mai bis Oktober trainiert jeden Monat eine Battlegroup von etwa 1500 Soldaten, vorrangig mit gepanzerten Fahrzeugen. Zusätzlich ist für die Feinddarstellung (OPFOR Opposing Forces) noch ein Regiment (etwa 350 Soldaten) für 6 Monate dort stationiert. Die Anzahl der ständig in BATUS eingesetzten Soldaten variiert abhängig von der Jahreszeit zwischen 150 und 350 Soldaten. Diese Überwachen entweder die Übungen oder reparieren das eingesetzte Material, unter anderem etwa 30 Challenger 2 Panzer. Während der Wintermonate finden auch Überlebenstrainings in den nahen Skigebieten der Rocky Mountains statt.

## Kenia
British Army Training Unit Kenya ist eine Ausbildungsunterstützungseinheit der britischen Armee in Kenia. Der genutzte Truppenübungsplatz in der Savanne wird für Übungen bis Bataillonsgröße für das Gefecht der verbundenen Waffen genutzt. Der besteht aus den Standorten Kifaru Barracks, die ein logistisches Zentrum innerhalb einer kenianischen Armeebasis in Nairobi ist, und Laikipia Air Base (Ost) in Nanyuki, die das Hauptquartier und das Trainingsgelände beherbergt.

## Sierra Leone
Nach dem Ausbruch des Bürgerkrieges in Sierra Leone begannen die britischen Streitkräfte im Jahr 2000 mit der Evakuierung von Ausländern. Noch während des Einsatzes erhielt Großbritannien vom UN-Sicherheitsrat das Mandat, direkt in die Kampfhandlungen einzugreifen und Frieden zu schaffen. Nach der erfolgreichen Intervention und dem Ende der Kampfhandlungen, die 2002 noch einmal kurzfristig aufflammten, blieben Einheiten der British Army weiterhin im Land um den Frieden zu sichern. Im Laufe der Zeit werden diese nun durch afrikanische Soldaten, vor allem aus Nigeria, abgelöst.

## Zypern
Großbritannien besitzt zwei Sovereign Base Areas auf Zypern, Akrotiri und Dekelia. Diese militärischen Basen sind britische Hoheitsgebiete und umfassen knapp 100 km². Hier sind sowohl Versorgungs- wie auch Infanterie- und Hubschraubereinheiten stationiert. Die Stützpunkte dienen einerseits als Versorgungsbasen für die britischen Soldaten in Asien und Afrika, aber auch als Hauptquartier der UNO-Friedenstruppe (UNFICYP), die seit der Besetzung Nordzypern durch die Türkei 1974 als Ordnungsmacht vor Ort ist. Die British Army stellt hierbei den Großteil der Blauhelmsoldaten. Insgesamt sind zurzeit etwa 7.000 britische Soldaten auf Zypern stationiert. Des Weiteren findet hier jährlich ein Teil der Offiziersausbildung statt.